# Sveriges U21-herrlandslag i fotboll

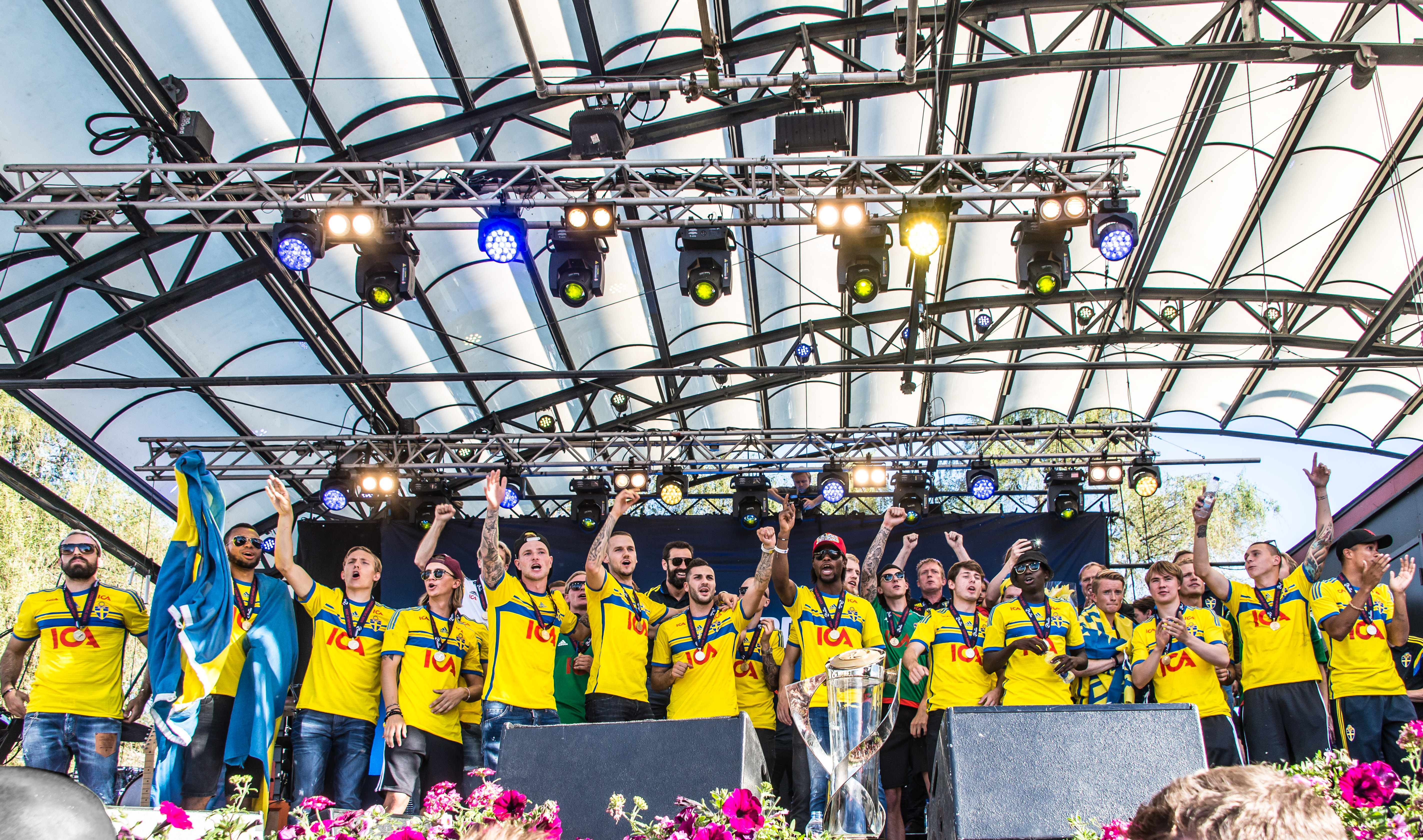
U21-mästarna firas i Kungsträdgården i Stockholm den 1 juli 2015.

Sveriges U21-herrlandslag i fotboll är ett landslag för svenska fotbollsspelare. U21-landslagsspelare får vara 21 år gamla eller yngre vid den tidpunkt då ett kvalspel till en europeisk U21-turnering inleds. Vid själva turneringen får man vara max 23 år gammal. U21-landslagets största merit är vinsten av U21-EM 2015 och den näst största andraplatsen i U21-EM 1992.

## Historia
Den första större framgången kom 1986 då Sverige för första gången gick vidare från EM-kvalet och nådde EM-kvartsfinal. I kvartsfinalen förlorade Sverige mot Italien med sammanlagt 2–3. 1990 nådde Sverige för första gången semifinal. I laget spelade bland andra Tomas Brolin och Kennet Andersson som under slutspelet gjorde två mål vardera.
1992 tog Sverige silver i U21-EM då Sverige mötte Italien i finalen. 1–0 på Värendsvallen i Växjö räckte inte för laget som förlorade den andra matchen med 0–2. I det svenska laget spelade bland andra Pascal Simpson. Till finalen tog sig Sverige efter ett lyckat kval via kvartsfinalseger mot Nederländerna och semifinalseger mot Skottland. I kvalet deltog bland Patrik Andersson och Tomas Brolin.
Sveriges U21-landslag spelade i U21-Europamästerskapet i fotboll 2004 i Tyskland där man kom på fjärde plats. Sverige vann alla tre gruppspelsmatcher men åkte sedan ut på straffar mot Serbien i semifinalen. I laget spelade flera senare A-landslagsspelare däribland Samuel Holmén och Markus Rosenberg. Johan Elmander blev med fyra mål skyttekung i slutspelet 2004. På grund av förlusten mot Portugal i matchen om bronset missade Sverige att kvalificera sig till OS i Aten sommaren 2004.
2009 spelades U21-EM hemma i Sverige. Sverige tog sig vidare till semifinal mot England. Marcus Berg gjorde totalt sju mål under U21-EM vilket är rekord för mästerskapet. Från detta U21-landslag avancerade bland andra Rasmus Elm, Mikael Lustig och Ola Toivonen till ordinarie platser i A-landslaget.
U21-landslagets tveklöst största merit är bragden och förstaplatsen i U21-EM 2015 då Sverige som hela turneringens underdogs mötte Portugal i finalen. Matchen stod 0–0 efter fulltid och förlängning, men Sverige tog guldmedaljen efter straffar där målvakten Patrik Carlgren räddade den avgörande straffen. John Guidetti gjorde fem mål, kom tvåa i hela skytteligan och var den tongivande spelaren för laget. Han tillskrev även guldet till hela Sveriges folk: ”Det här är för Svenska folket, det här är hela landets förtjänst. Fansen e dom som hjälps oss så att vi kunde vinna och vi tackar er 1000 gånger om. Vi är Sverige!”, där han rappade låten ”Nya Sverige” till Folkets stora jubel vid hyllningarna i ett fullsatt Alla-till-Kungsträdgården evenemang efter EM-Guldet.
Den 13 oktober 2020 slog man rekordet i den största vinsten i historien för U21 landslaget. I en EM-kvalmatch så slog man Armenien med tvåsiffrigt, 10–0. Matchen spelades på Arena Lublin i Polen. Under matchen var det två spelare som gjorde varsitt hattrick Jesper Karlsson och Emil Hansson.

## Förbundskaptener
- Tord Grip (1979–1980)
- Benny Lennartsson (1980–1985)
- Nisse Andersson (1987–1990)
- Lars Lagerbäck (1990–1995)
- Nisse Andersson (1992, tillfällig)
- Tommy Söderberg (1995–1997)
- Lars Olof Mattsson (1998–1999)
- Göran Göransson (2000–2001)
- Torbjörn Nilsson ass. Stig Fredriksson (2002–2004)
- Tommy Söderberg och Jörgen Lennartsson (2004–2010)
- Tommy Söderberg och Håkan Ericson (2011–2013)
- Håkan Ericson och ass. Andreas Pettersson (2014–2017)
- Roland Nilsson och ass. Andreas Pettersson (2017–2020)
- Poya Asbaghi (2021)
- Jens Gustafsson (2022)
- Andreas Pettersson (2022)
- Daniel Bäckström (2022-

## Spelare

### Nuvarande spelartruppen
Följande 23 spelare är uttagna till vänskapsmatcherna mot Qatar och Kroatien den 6 respektive 10 juni 2025.
Antalet landskamper och mål är korrekta per den 11 juni 2025 efter matchen mot Kroatien.
| Nr | Pos. | Namn                       | Födelsedatum (ålder) | Matcher | Mål |           | Klubb                                  |  |
| -- | ---- | -------------------------- | -------------------- | ------- | --- | --------- | -------------------------------------- |  |
|    | MV   | Elis Bishesari             | 19 maj 2005          | 5       | 0   | Sverige   | IFK Göteborg                           |  |
|    | MV   | André Picornell            | 3 april 2004         | 2       | 0   | Portugal  | Gil Vicente                            |  |
|    | MV   | Simon Eriksson             | 24 april 2006        | 0       | 0   | Sverige   | IF Elfsborg                            |  |
|    |      |                            |                      |         |     |           |                                        |  |
|    | F    | Jonas Rouhi                | 7 januari 2004       | 13      | 1   | Italien   | Juventus                               |  |
|    | F    | Hampus Skoglund            | 1 mars 2004          | 9       | 1   | Sverige   | Hammarby IF                            |  |
|    | F    | Peter Amoran               | 22 maj 2004          | 4       | 1   | Italien   | Parma                                  |  |
|    | F    | Malcolm Jeng               | 9 mars 2005          | 3       | 0   | Frankrike | Stade Reims                            |  |
|    | F    | Nils Zätterström           | 29 mars 2005         | 3       | 0   | Sverige   | Malmö FF                               |  |
|    | F    | Noah Tolf                  | 13 augusti 2005      | 2       | 0   | Sverige   | IFK Göteborg                           |  |
|    | F    | Bleon Kurtulus             | 24 juni 2007         | 1       | 0   | Sverige   | Halmstads BK                           |  |
|    | F    | Moutaz Neffati             | 4 september 2004     | 1       | 0   | Sverige   | IFK Norrköping                         |  |
|    |      |                            |                      |         |     |           |                                        |  |
|    | MF   | Lukas Björklund            | 16 februari 2004     | 6       | 2   | Danmark   | Sønderjyske                            |  |
|    | MF   | Markus Karlsson            | 20 januari 2004      | 6       | 0   | Sverige   | Hammarby IF                            |  |
|    | MF   | Pontus Dahbo               | 11 oktober 2005      | 6       | 0   | Sverige   | BK Häcken                              |  |
|    | MF   | Wilmer Odefalk             | 21 november 2004     | 6       | 0   | Sverige   | IF Brommapojkarna                      |  |
|    | MF   | Amin Boudri                | 29 september 2004    | 4       | 0   | Sverige   | Gais                                   |  |
|    | MF   | Kenan Bilalovic            | 22 juni 2005         | 2       | 0   | Skottland | Aberdeen                               |  |
|    | MF   | Isak Alemayehu             | 11 oktober 2006      | 1       | 0   | Sverige   | Djurgårdens IF                         |  |
|    | MF   | Ludwig Malachowski Thorell | 25 februari 2005     | 1       | 0   | Sverige   | Mjällby AIF                            |  |
|    |      |                            |                      |         |     |           |                                        |  |
|    | A    | Amar Fatah                 | 19 februari 2004     | 6       | 0   | Skottland | Dundee United (Utlånad från Troyes)    |  |
|    | A    | Jeremy Agbonifo            | 24 oktober 2005      | 6       | 1   | Frankrike | Lens                                   |  |
|    | A    | Richie Omorowa             | 30 mars 2004         | 6       | 3   | Sverige   | Degerfors IF (Utlånad från Samsunspor) |  |
|    | A    | Jonah Kusi-Asare           | 4 juli 2007          | 4       | 0   | Tyskland  | Bayern München                         |  |

Not: Spelare i kursiv stil har spelat för seniorlandslaget.

### Nyligen inkallade
Följande 23 spelare har varit uttagna i Sveriges U21-landslag och är fortsatt tillgängliga för spel.
| MV | Viktor Andersson    | 30 mars 2004     | 2  | 0 | IFK Värnamo                           | mot Wales U21 23 mars 2025                          |  |  |
| MV | Filip Sidklev       | 12 mars 2005     | 2  | 0 | Al-Bidda                              | mot Irland U21 17 november 2024                     |  |  |
|    |                     |                  |    |   |                                       |                                                     |  |  |
| F  | Matteo Pérez Vinlöf | 18 december 2005 | 6  | 2 | Dinamo Zagreb                         | mot Qatar U23 6 juni 2025 Återbud                   |  |  |
| F  | John Mellberg       | 30 juli 2006     | 1  | 0 | Red Bull Salzburg                     | mot Qatar U23 6 juni 2025 Återbud                   |  |  |
| F  | Elison Makolli      | 10 januari 2005  | 3  | 0 | AaB                                   | mot Wales U21 23 mars 2025                          |  |  |
| F  | Felix Eriksson      | 21 maj 2004      | 1  | 0 | IFK Göteborg                          | mot Wales U21 23 mars 2025                          |  |  |
| F  | Adrian Skogmar      | 23 november 2005 | 2  | 0 | Malmö FF                              | mot Irland U21 17 november 2024                     |  |  |
|    |                     |                  |    |   |                                       |                                                     |  |  |
| MF | Williot Swedberg    | 1 februari 2004  | 7  | 2 | Celta Vigo                            | mot Qatar U23 6 juni 2025 Återbud                   |  |  |
| MF | Marcus Rafferty     | 1 oktober 2004   | 2  | 0 | Degerfors IF                          | mot Qatar U23 6 juni 2025 Återbud                   |  |  |
| MF | Lukas Kjellnäs      | 20 juni 2004     | 2  | 0 | Helsingborgs IF                       | mot Wales U21 23 mars 2025                          |  |  |
| MF | Zakaria Loukili     | 25 januari 2006  | 2  | 0 | Varbergs BoIS (Utlånad från Malmö FF) | mot Wales U21 23 mars 2025                          |  |  |
| MF | Demirel Hodzic      | 8 mars 2005      | 2  | 0 | Milan                                 | mot Irland U21 17 november 2024                     |  |  |
| MF | Lucas Bergvall      | 2 februari 2006  | 5  | 1 | Tottenham Hotspur                     | mot England U20 7 juni 2024 Återbud                 |  |  |
| MF | Hugo Larsson        | 27 juni 2004     | 3  | 1 | Eintracht Frankfurt                   | mot Nordmakedonien U21 8 september 2023             |  |  |
|    |                     |                  |    |   |                                       |                                                     |  |  |
| A  | Momodou Sonko       | 31 januari 2005  | 7  | 1 | Gent                                  | mot Qatar U23 6 juni 2025 Återbud                   |  |  |
| A  | Victor Andersson    | 22 oktober 2004  | 2  | 0 | AIK                                   | mot Qatar U23 6 juni 2025 Återbud                   |  |  |
| A  | Gottfrid Rapp       | 18 augusti 2005  | 4  | 0 | IF Elfsborg                           | mot Wales U21 23 mars 2025                          |  |  |
| A  | Elias Pihlström     | 31 augusti 2006  | 2  | 0 | Lugano                                | mot Wales U21 23 mars 2025                          |  |  |
| A  | August Ljungberg    | 13 maj 2005      | 1  | 0 | IK Sirius                             | mot Irland U21 17 november 2024                     |  |  |
| A  | Alieu Njie          | 14 maj 2005      | 0  | 0 | Torino                                | mot Irland U21 14 november 2024 Återbud             |  |  |
| A  | Deniz Gül           | 2 juli 2004      | 6  | 2 | Porto                                 | mot Nederländerna U21 14 oktober 2024 Bytt landslag |  |  |
| A  | Roony Bardghji      | 15 november 2005 | 10 | 2 | Barcelona                             | mot Nordmakedonien U21 26 mars 2024                 |  |  |
| A  | Taha Ayari          | 10 maj 2005      | 1  | 0 | AIK                                   | mot Nordmakedonien U21 26 mars 2024                 |  |  |

- Not 1: Spelare i kursiv stil har spelat för seniorlandslaget.
- Not 2: [Bytt landslag] Deniz Gül har valt att representera Turkiet.

## Tidigare landslaguppställningar
| - Sverige i U21-Europamästerskapet i fotboll för herrar 1986 - Sverige i U21-Europamästerskapet i fotboll för herrar 1990 - Sverige i U21-Europamästerskapet i fotboll för herrar 1992 - Sverige i U21-Europamästerskapet i fotboll för herrar 1998 - Sverige i U21-Europamästerskapet i fotboll för herrar 2004 - Sverige i U21-Europamästerskapet i fotboll för herrar 2009 - EM Guld Sverige i U21-Europamästerskapet i fotboll för herrar 2015 - Sverige i U21-Europamästerskapet i fotboll för herrar 2017 |

## Bilder från firandet iKungsträdgårdenefter guldet i U21-EM 2015

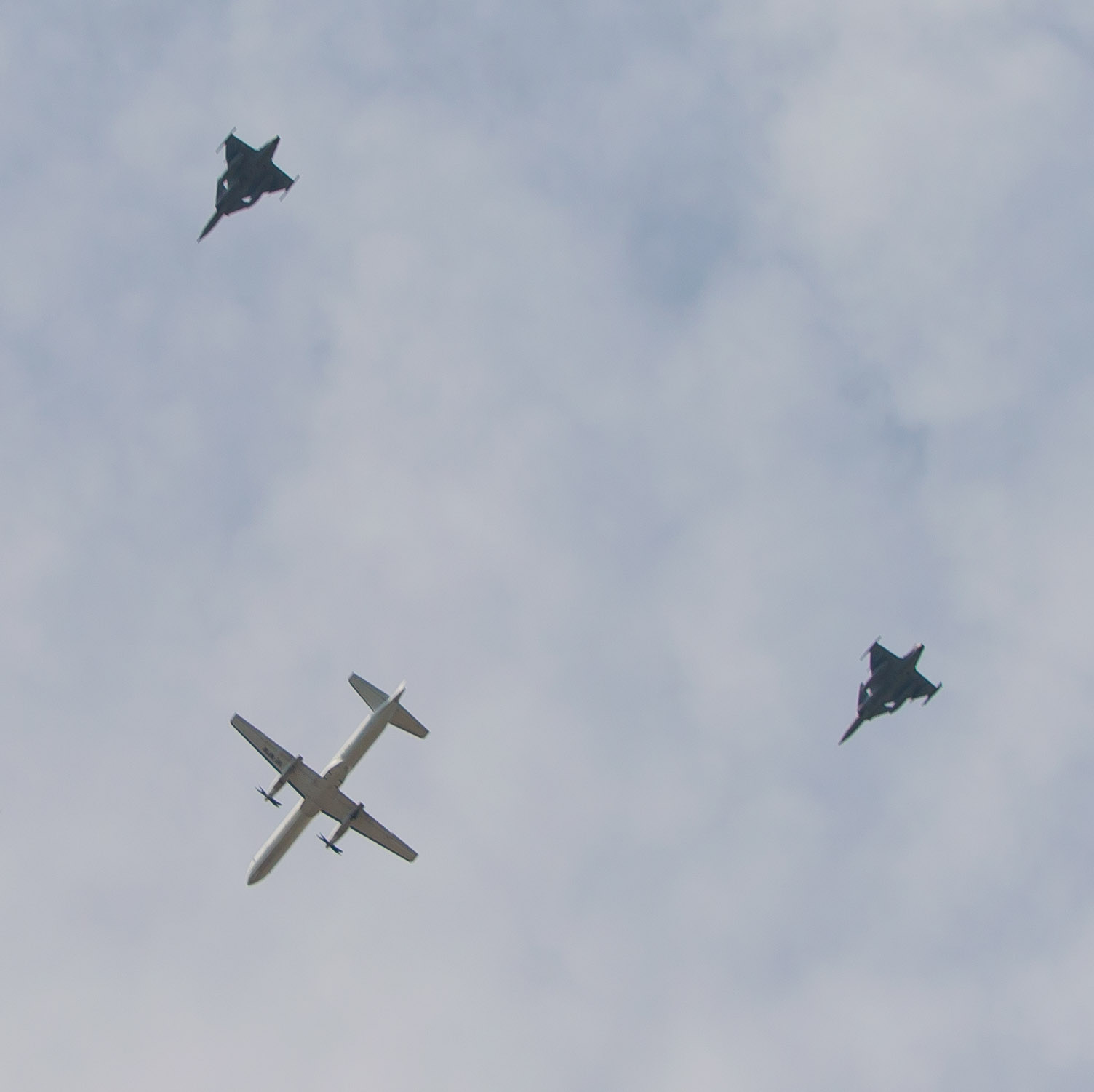
Landslaget anländer med eskort från två JAS Gripen.
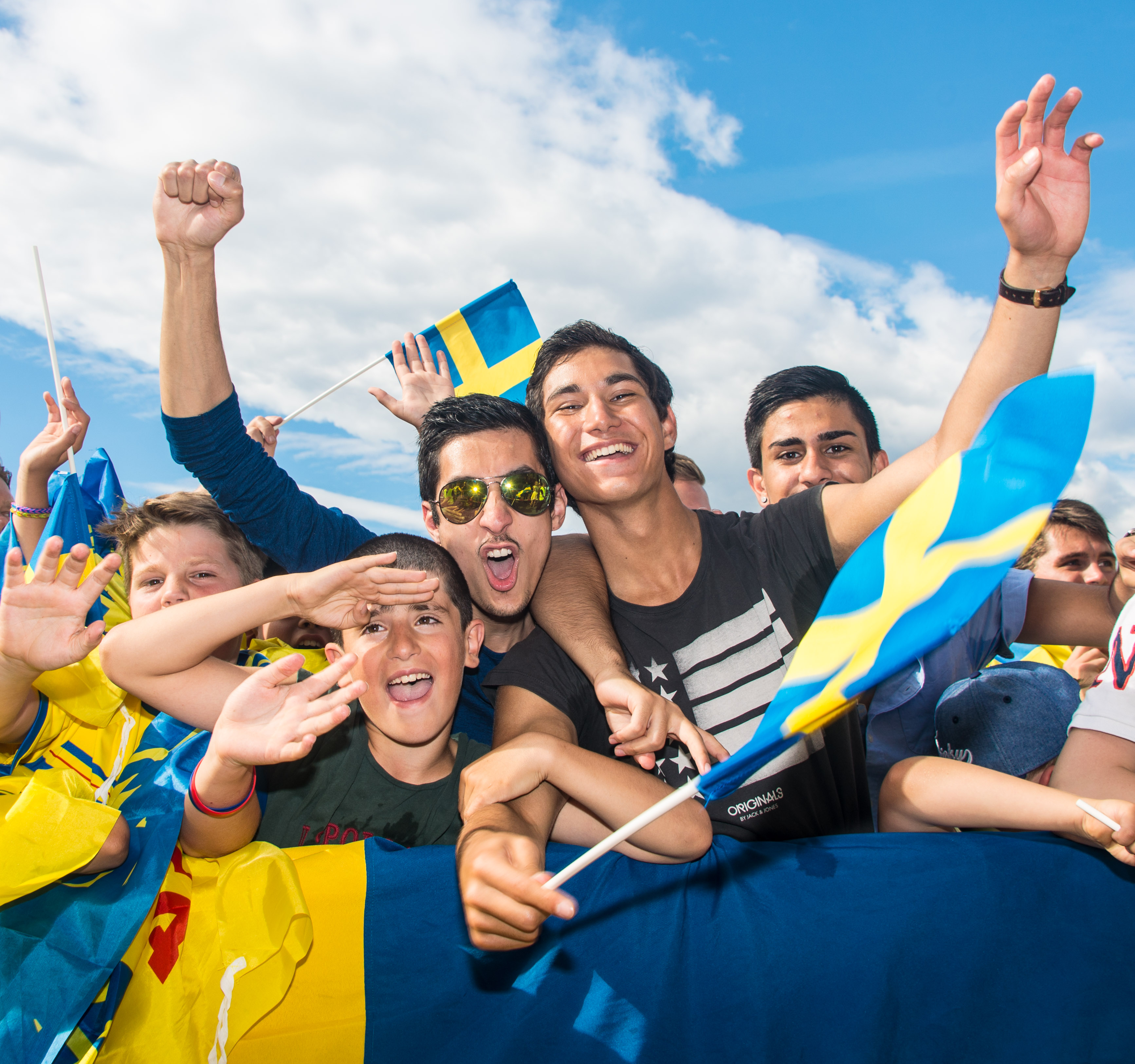
Fansen väntade i timmar.
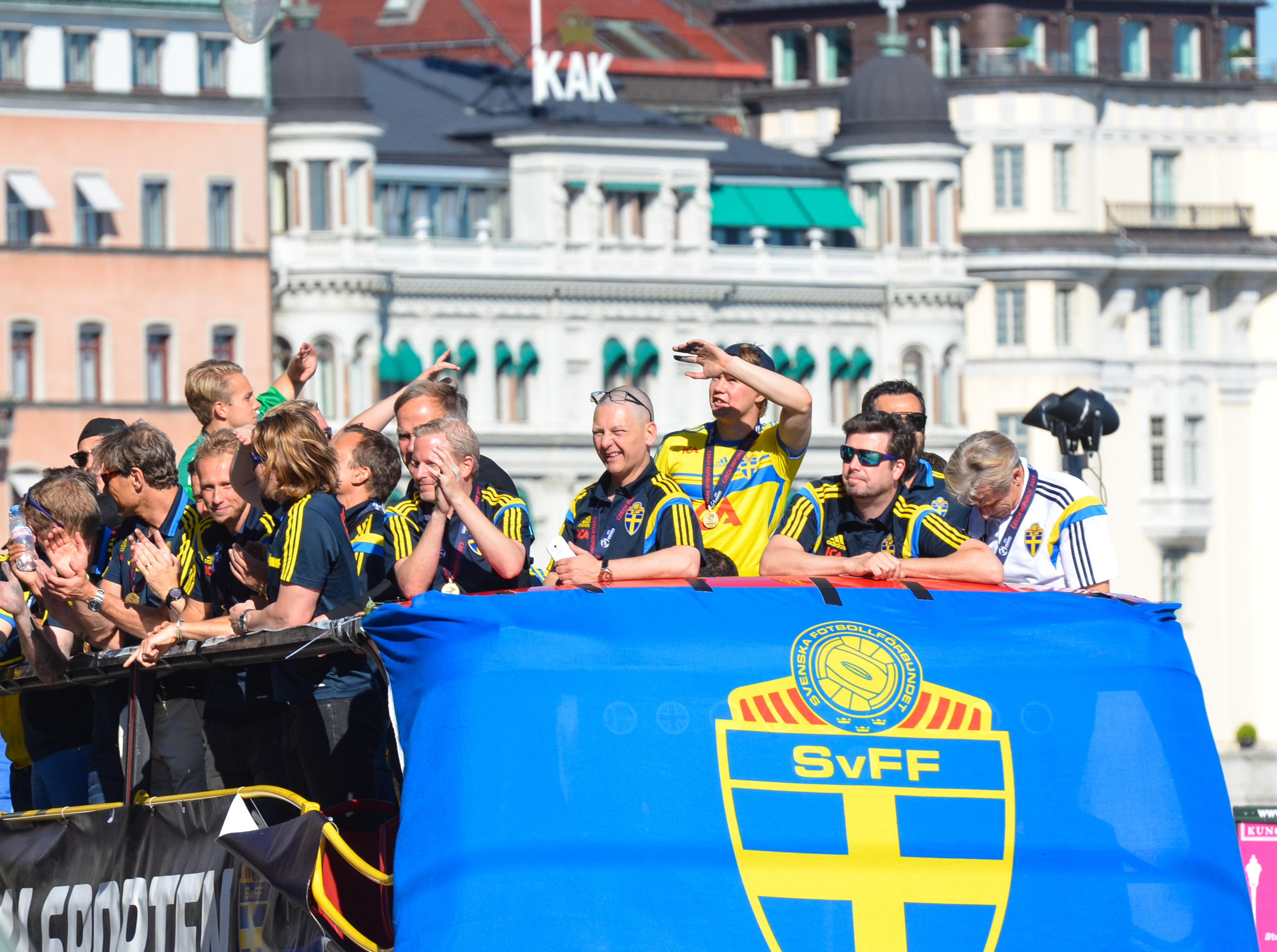
U21-landslaget anländer i dubbeldäckare genom Stockholm.
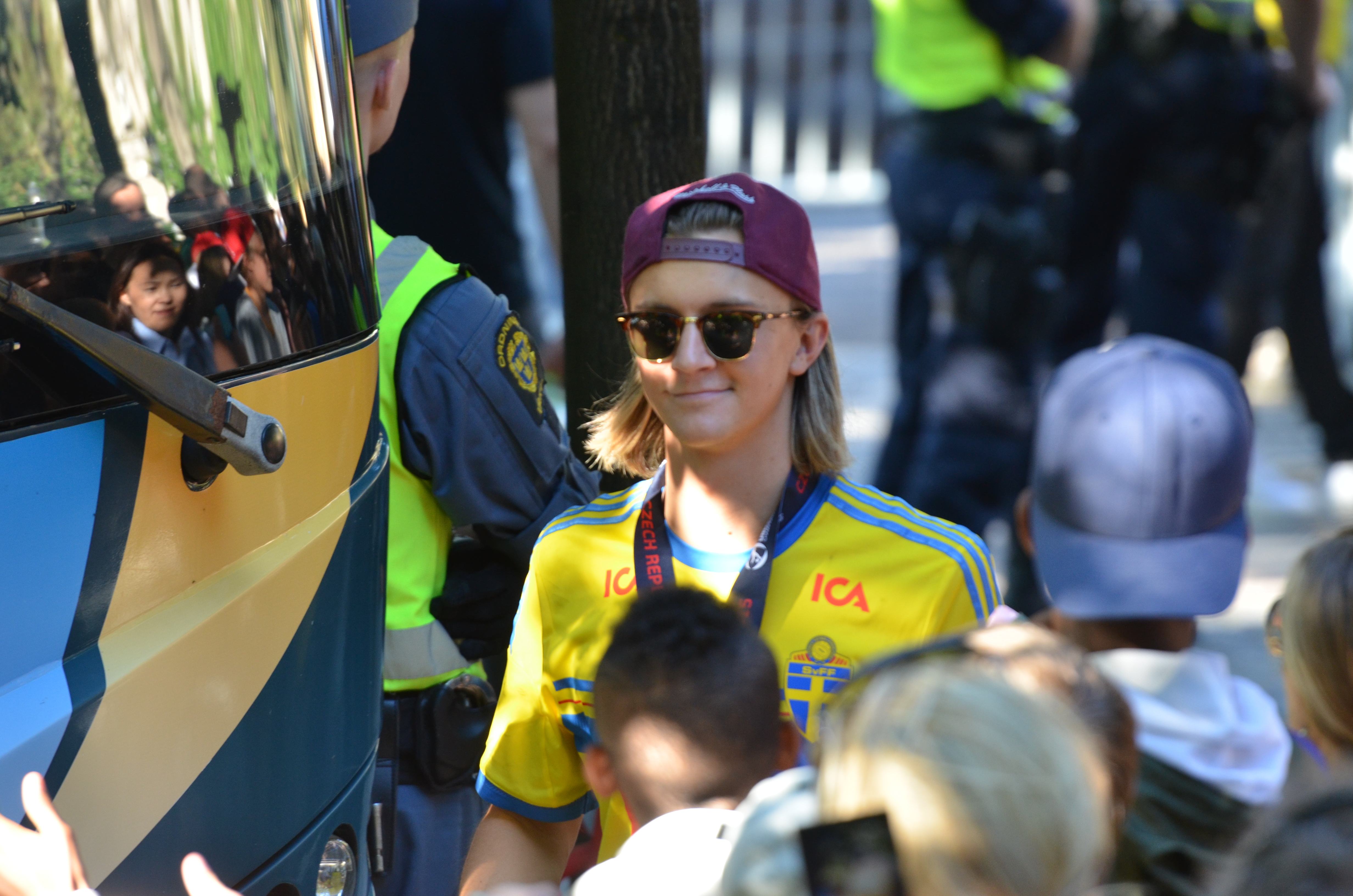
Spelarna anländer till Kungsträdgården och direktsänd tv.
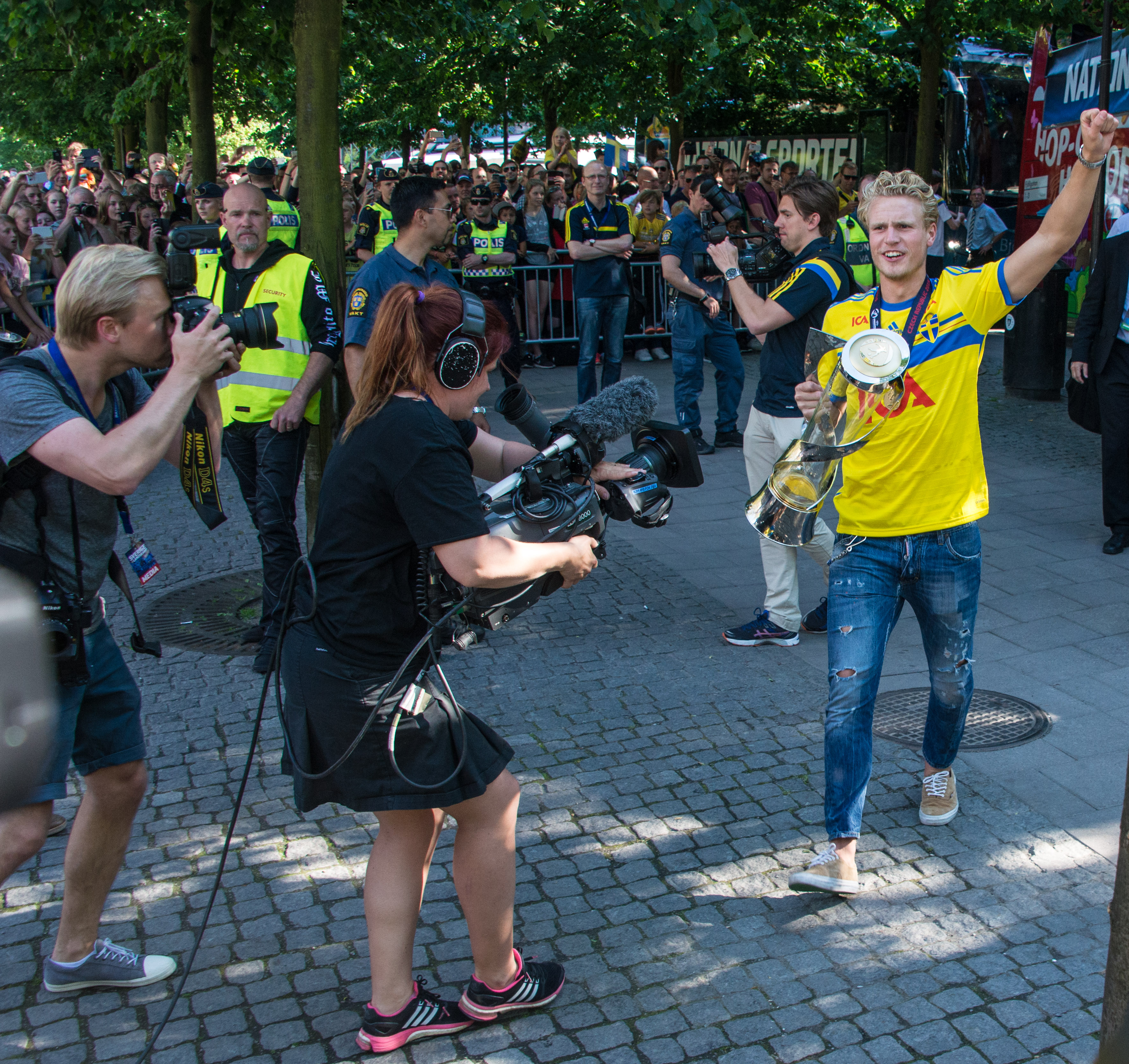
Lagkapten Oscar Hiljemark bär mästarbucklan.
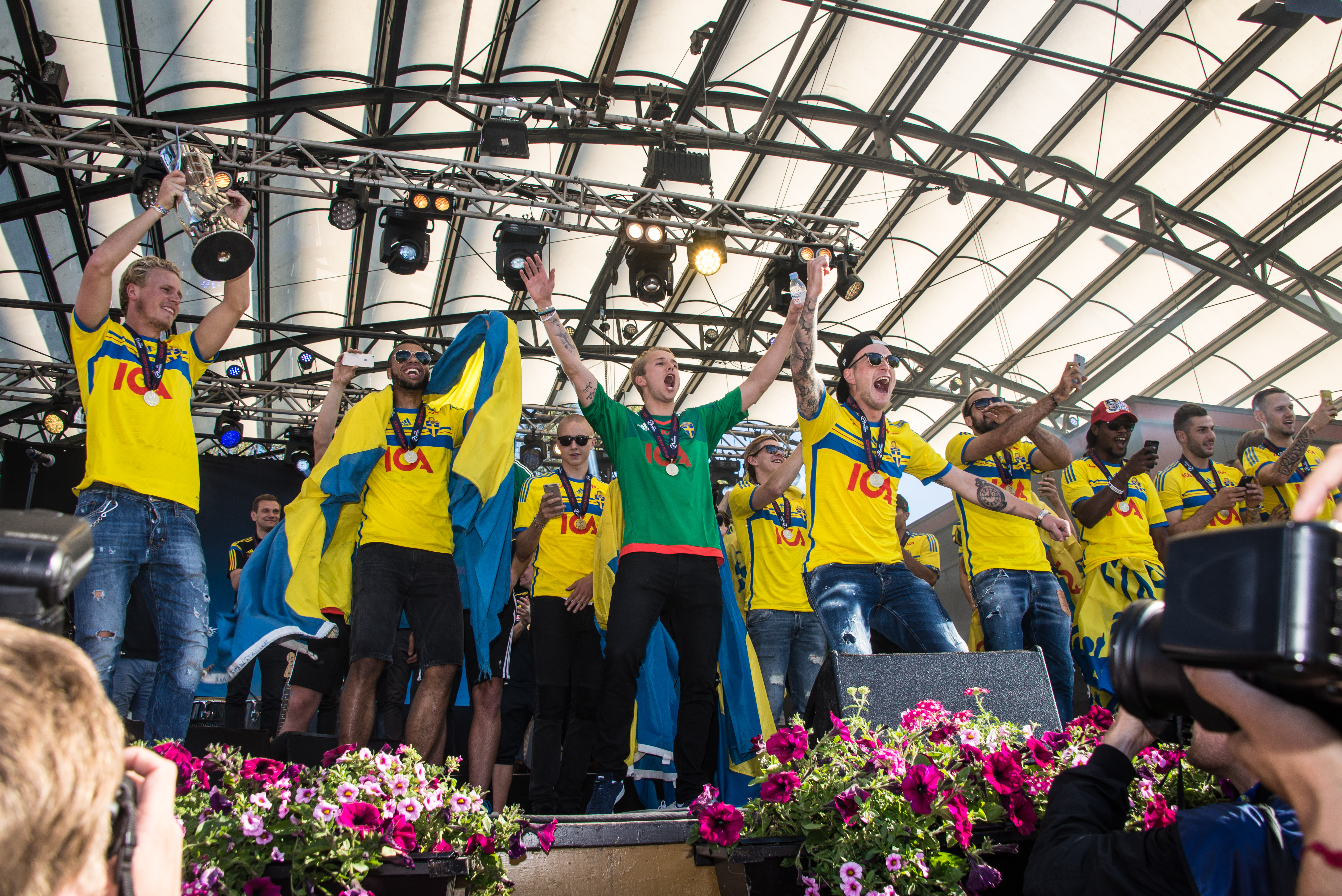
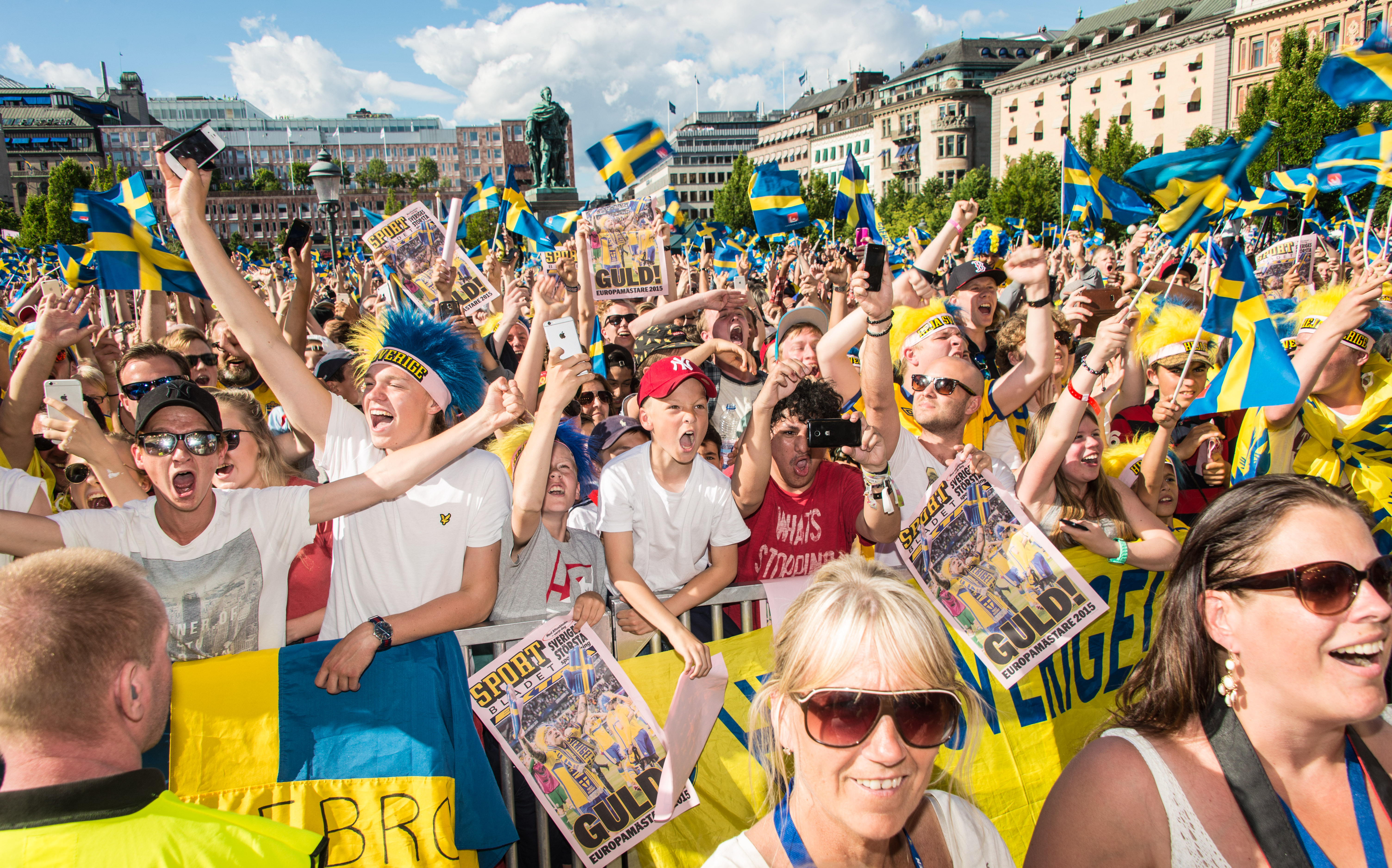
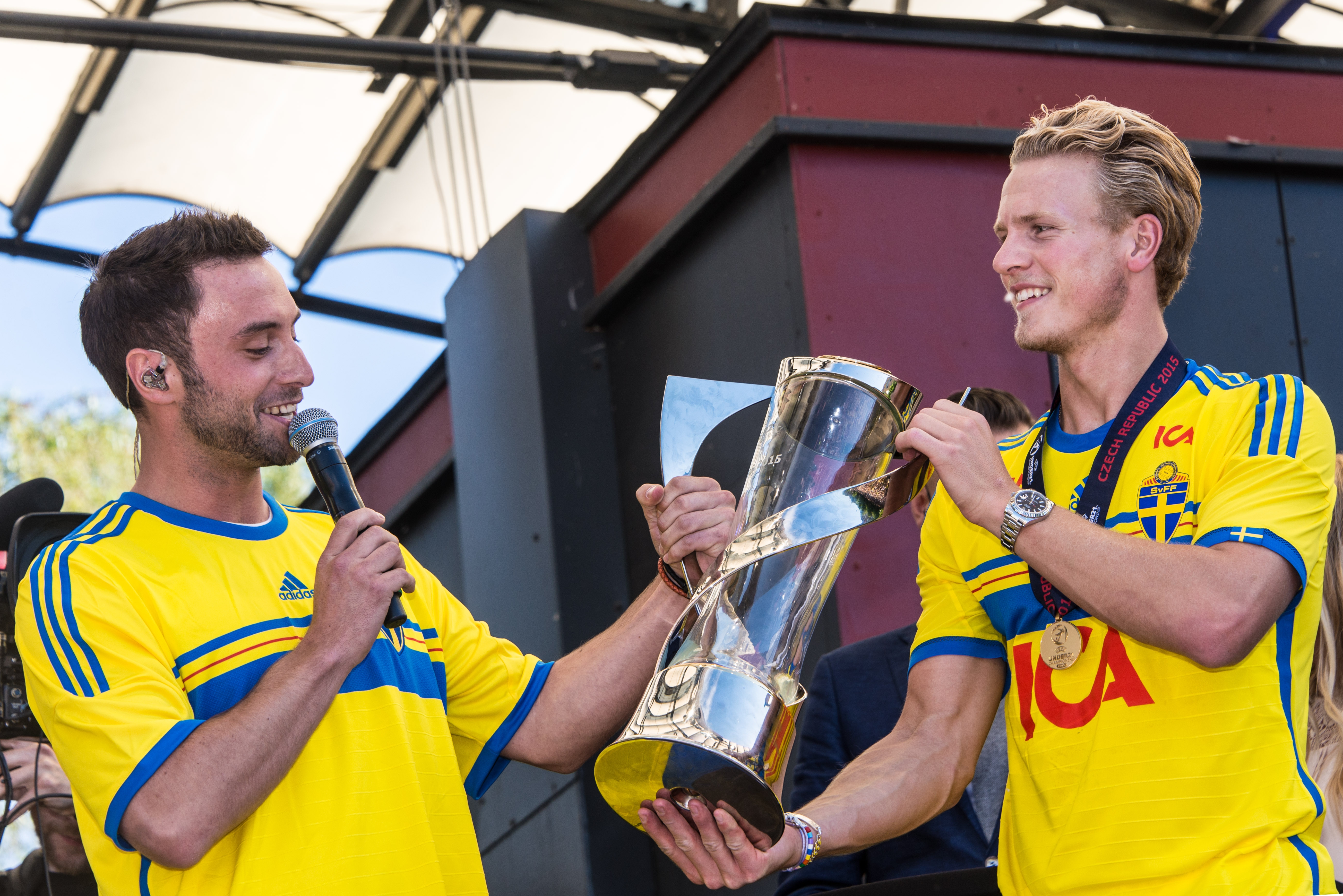
Måns Zelmerlöw  sjöng You are Heroes.
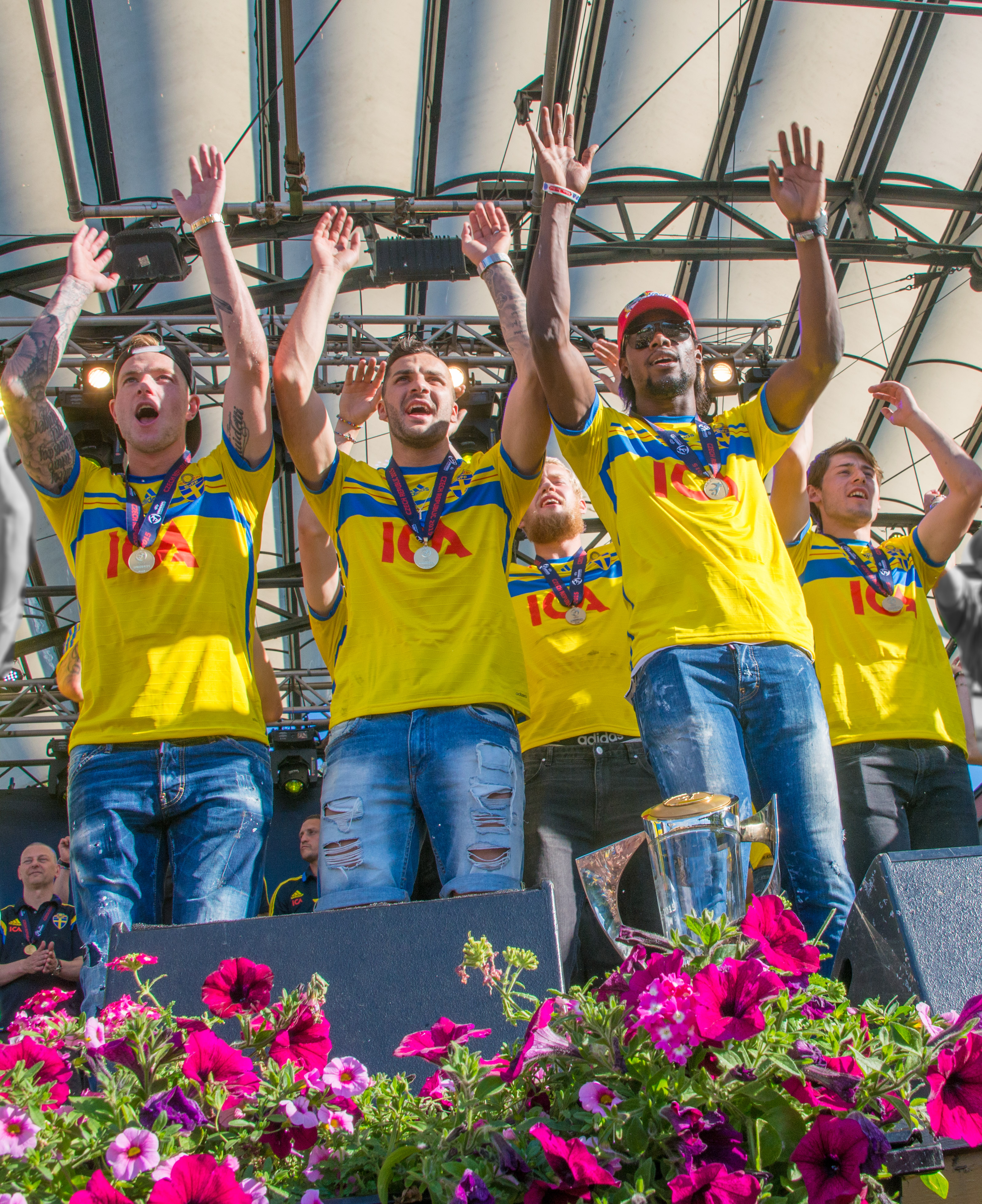
"Den som inte hoppar är en portugis!"
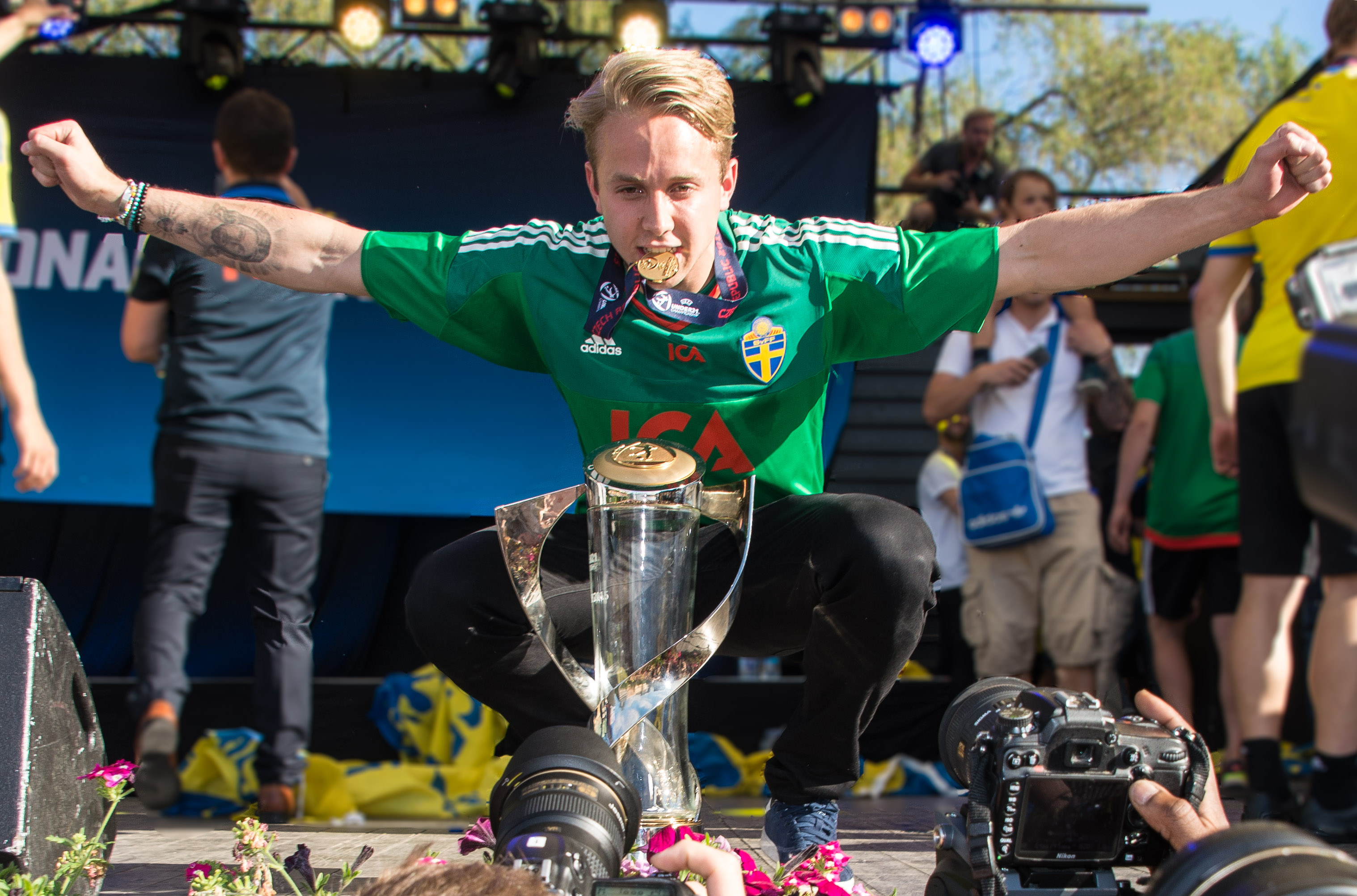
Patrik Carlgren biter i guldet.
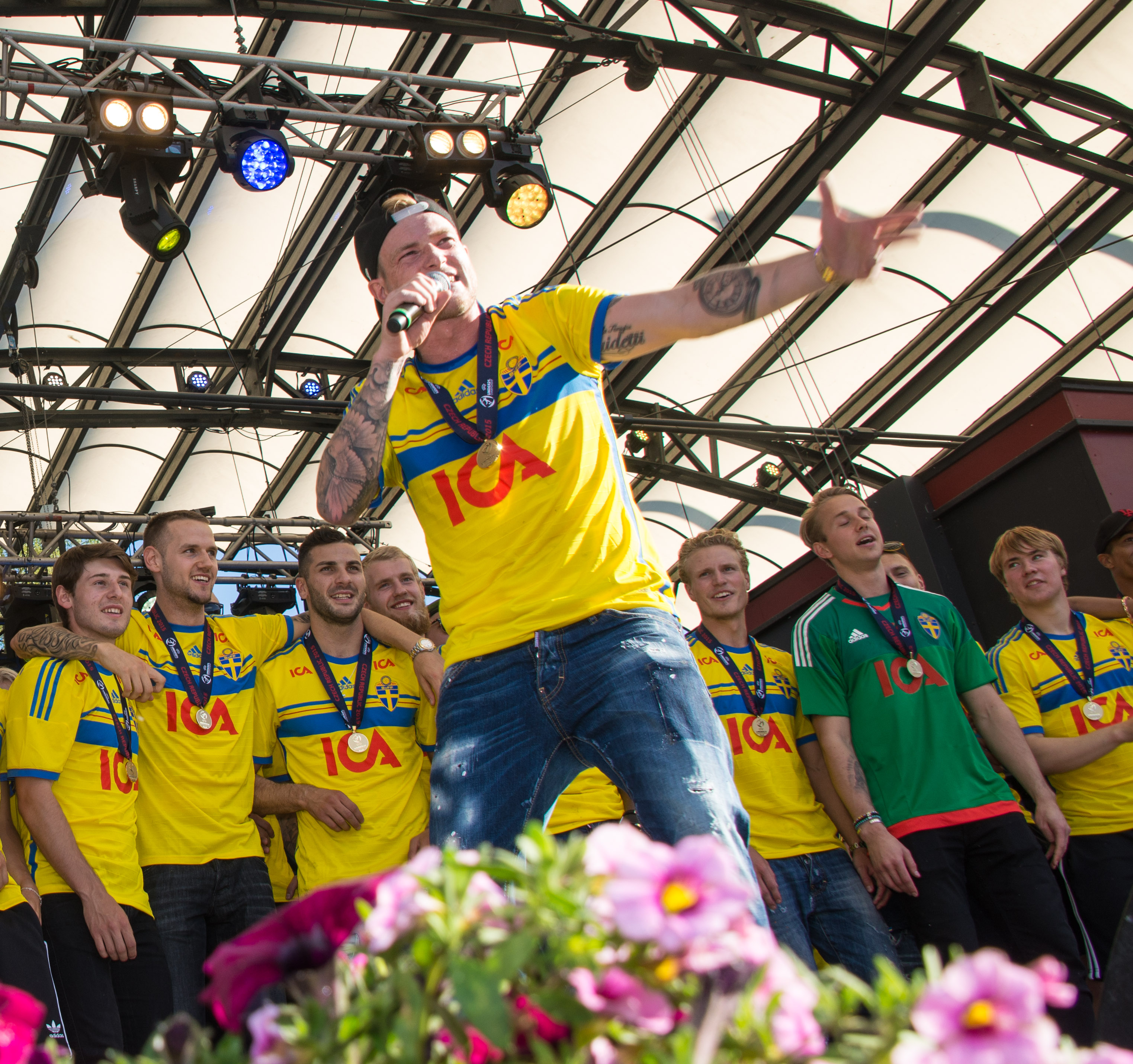
John Guidetti dompterade publiken med Vi är svenska fans allihopa.
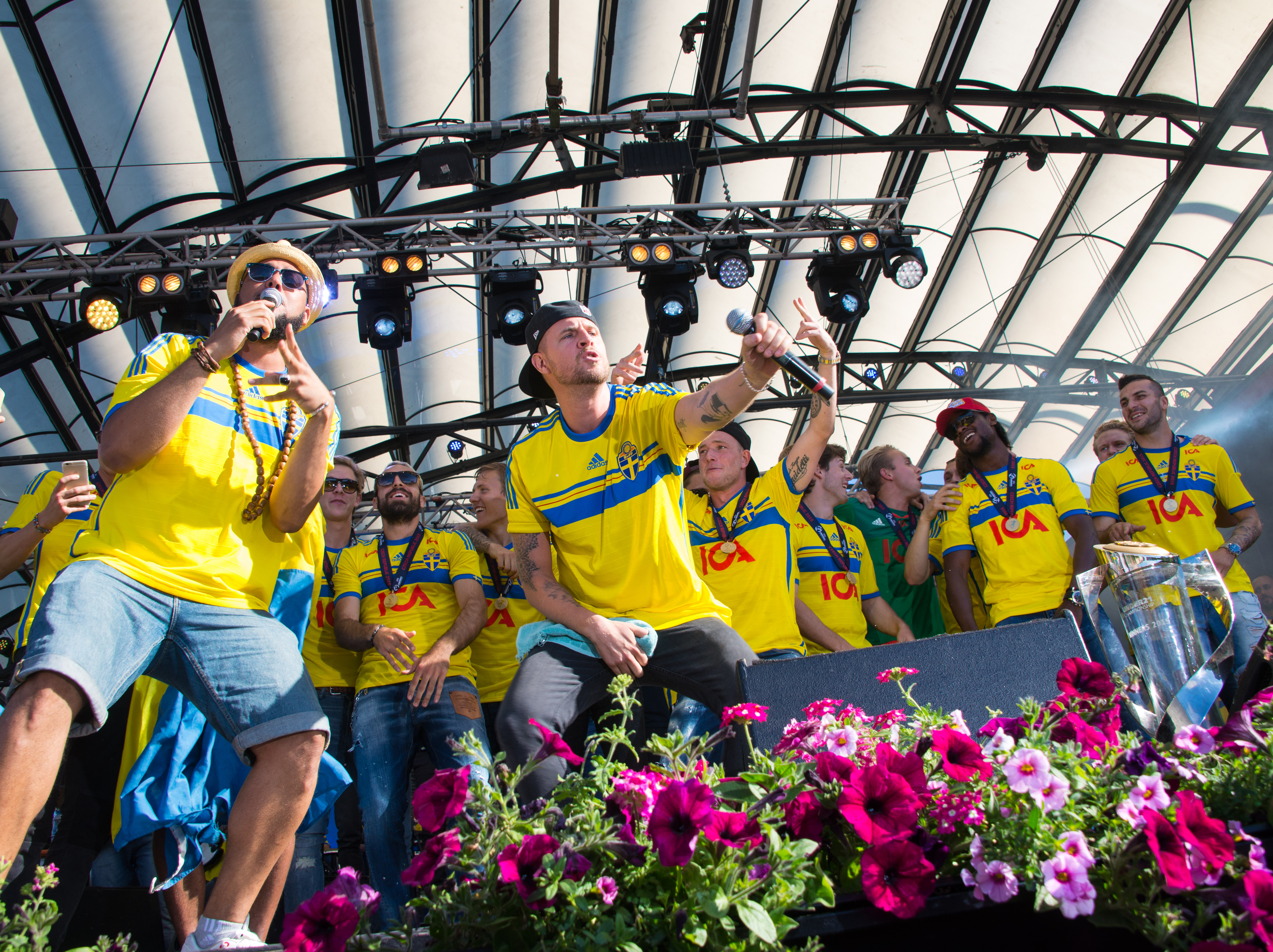
Kaliffa rappar Spontanitet.
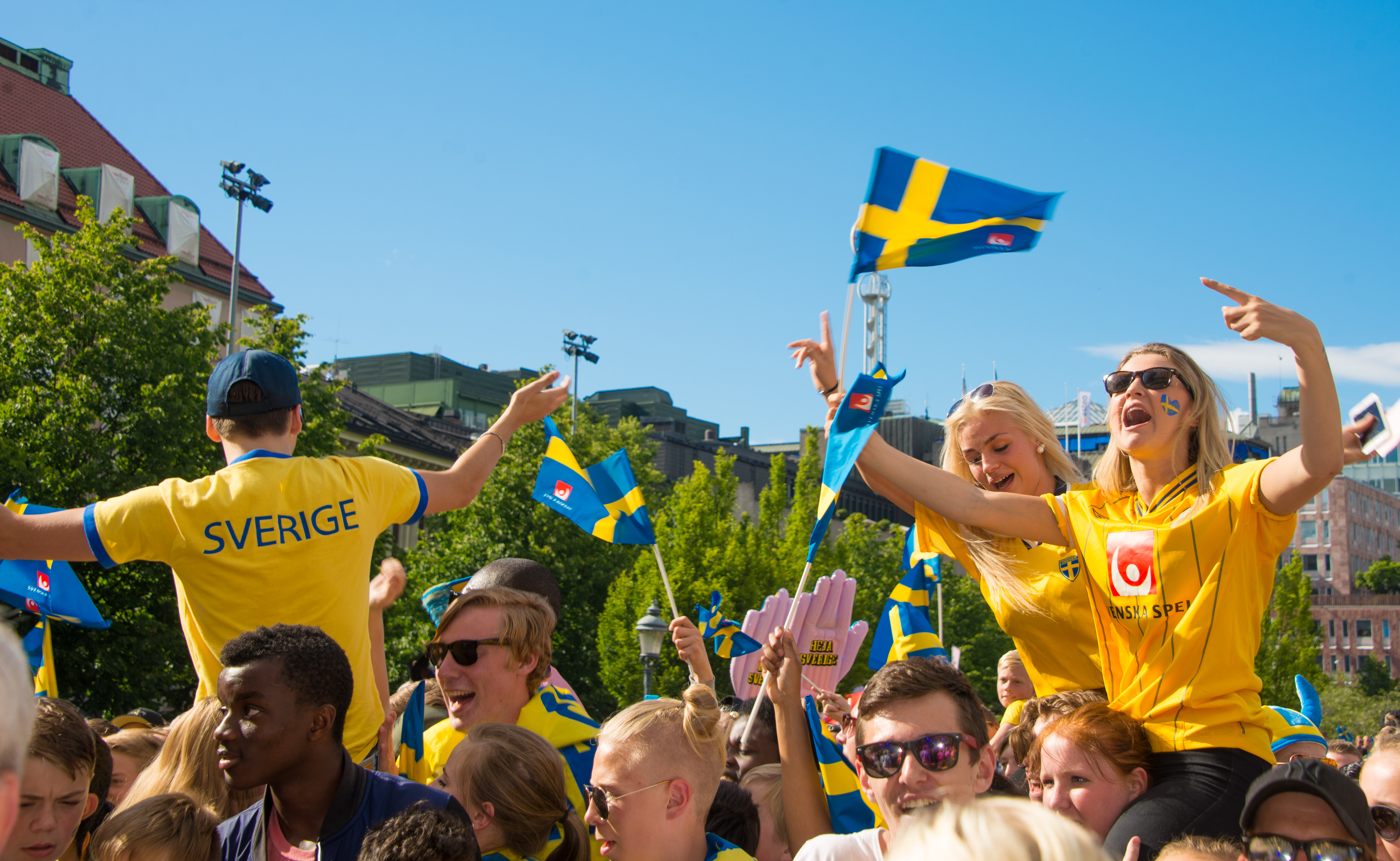
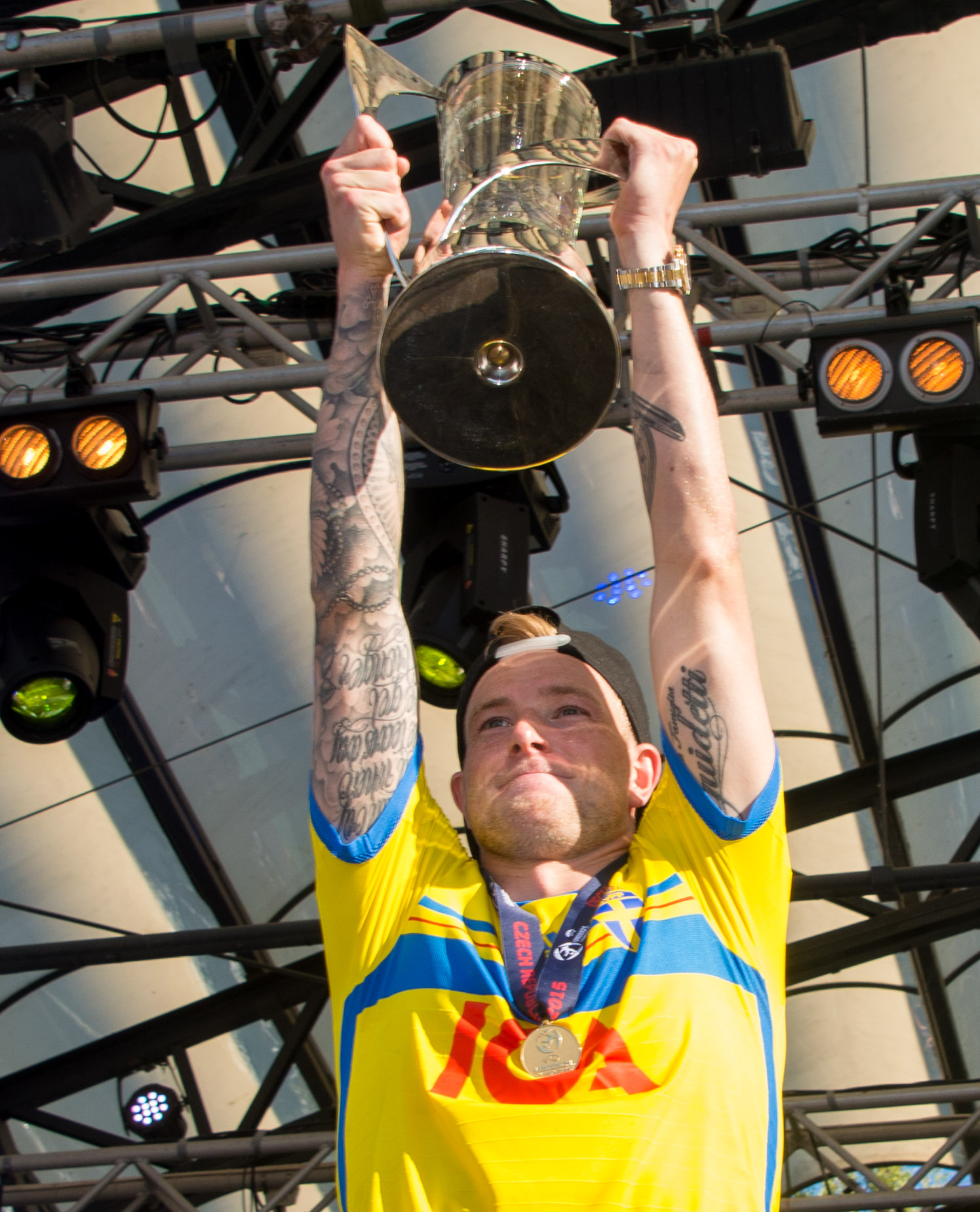
John Guidetti lyfter EM-bucklan.

Fler bilder finns här.